# RedeTV! Rio de Janeiro
RedeTV! Rio de Janeiro é uma emissora de televisão brasileira sediada na cidade do Rio de Janeiro, capital do estado homônimo. Opera no canal 6 (21 UHF digital) e é uma emissora própria da RedeTV!. Seus estúdios estão no 33º andar do Rio Sul Center, no bairro de Botafogo, e sua antena de transmissão está no alto do Morro do Sumaré, no bairro do Rio Comprido.

## História

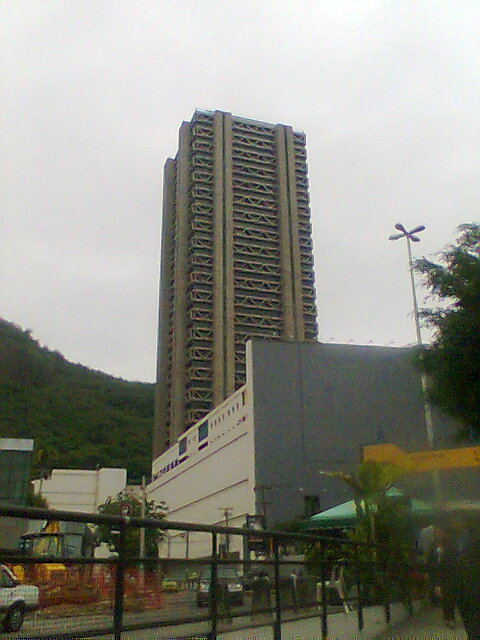
Edifício Rio Sul Center em Botafogo, onde fica a atual sede da emissora

A emissora foi fundada em 15 de novembro de 1999, através do canal 6 VHF, sucedendo a antiga TV Manchete Rio de Janeiro, matriz da Rede Manchete, que havia sido comprada pelos empresários Amilcare Dallevo Jr. e Marcelo de Carvalho, fundando a RedeTV!. Sua sede funcionava inicialmente na Cidade Nova, onde a emissora ocupava um andar inteiro do Teleporto desde a sua transferência do Edifício Manchete, em outubro daquele ano.
Lá foi instalada a infraestrutura necessária para o funcionamento da emissora, como um estúdio de 150 m² para a produção do telejornal RTV!, além da redação e outros setores. Posteriormente, a sede da emissora foi transferida para o Rio Sul Center, no bairro de Botafogo, onde a emissora se encontra atualmente.
Entre outubro e novembro de 2014, a emissora ganhou vários investimentos da rede, passando a contar com mais equipes de reportagem e aumentando sua participação nos telejornais da rede. Foram construídos dois novos cenários, um em chroma-key, utilizado pelo jornalismo da emissora e outro com visão panorâmica, utilizado em entrevistas com convidados e participações no telejornais da rede.

## Sinal digital
| Canal virtual | Canal digital | Resolução de tela | Programação                                               |
| ------------- | ------------- | ----------------- | --------------------------------------------------------- |
| 6.1           | 21 UHF        | 1080i             | Programação principal da RedeTV! Rio de Janeiro / RedeTV! |
| 6.2           | 21 UHF        | 1080i             | Universo EADTV                                            |

A emissora iniciou suas transmissões digitais em 8 de abril de 2008, tornando-se a primeira emissora da cidade a operar na nova tecnologia. Os programas da emissora passaram a ser produzidos em alta definição em 10 de novembro de 2014.
Em 23 de maio de 2010, passou a transmitir a programação da rede em 3D, durante a exibição do Pânico na TV!, pelo sub-canal 6.2. A emissora desativou esse sinal em 15 de junho de 2015. Em 21 de fevereiro de 2021, a emissora reativou o canal 6.2, passando a exibir teleaulas do Universo EADTV, fruto de uma parceria da RedeTV! com a Universidade Cesumar.
Transição para o sinal digital
Com base no decreto federal de transição das emissoras de TV brasileiras do sinal analógico para o digital, a RedeTV! Rio de Janeiro, bem como as outras emissoras da cidade do Rio de Janeiro, cessou suas transmissões pelo canal 6 VHF em 22 de novembro de 2017, seguindo o cronograma oficial da ANATEL. O sinal foi cortado às 23h59, ao fim do programa Superpop, e graças a apresentadora a programação foi substituída pelo aviso do MCTIC e da ANATEL sobre o switch-off.

## Programas
A emissora produziu a partir de 20 de janeiro de 2005 o Notícias RJ, telejornal apresentado por João Pedro Barrocas, e eventualmente, por Cristina Berndt. O telejornal saiu do ar em 2006, retornando em 2009, com o nome de RJ Notícias, apresentado por Clóvis Monteiro. Com a saída de Clóvis da emissora, o telejornal foi assumido por Tony Vendramini em 2011. Em 2014, Rogério Forcolen, egresso da Record Rio, passou a apresentar o jornal no lugar de Tony, que agora integrava a equipe de repórteres da emissora.
Em 10 de novembro de 2014, o telejornal ganhou novo pacote gráfico, cenário, comentaristas, mais equipes de reportagens e passou a ser transmitido em alta definição, como resultado de uma série de investimentos feitos na filial carioca da RedeTV!. Em 16 de dezembro de 2015, o programa passou a ser ancorado interinamente por Fábio Barretto, devido a uma suspensão de Rogério Forcolen. O motivo foi um desentendimento entre o apresentador e a equipe do programa. Em 4 de janeiro de 2016, Forcolen foi desligado da RedeTV! e Fábio assumiu a titularidade do jornal. Em 7 de outubro, o telejornal foi extinto como consequência da extinção do Sem Rodeios e da venda do horário em que era exibido para um programa de quiz por telefone. Desde então, a emissora não possui programação local, sendo uma repetidora e tendo as reportagens exibidas apenas nos jornais da rede.
Assim como nas outras emissoras próprias, a RedeTV! Rio de Janeiro aluga várias faixas da programação para infomerciais ou instituições religiosas, além de promover debates para Prefeito e Governador durante o período eleitoral.